# Jesús Aranzabal
Jesús Aranzábal Ojanguren (Vergara, Guipúzcoa, 25 de diciembre de 1939-Vergara, 27 de septiembre de 2023) fue un ciclista español, profesional entre 1964 y 1972, cuyo mayor éxito deportivo lo logró en la Vuelta a España donde, en la edición de 1972 obtuvo una victoria de etapa.

## Palmarés
| 1963 - Volta al Bidasoa 1966 - Vuelta a Andalucía - Clásica de los Puertos - Vencedor de una etapa de la Vuelta a Ávila 1968 - 3.º en el Campeonato de España en Ruta | 1969 - 1.ª en la Vall d'Uixó - Campeón de España por Regiones 1970 - 1 etapa de la Vuelta al País Vasco - 2.º en el Campeonato de España en Ruta 1971 - 1 etapa de la Vuelta a Portugal 1972 - 1 etapa de la Vuelta a España |

## Resultados en Grandes Vueltas y Campeonato del Mundo
Durante su carrera deportiva ha conseguido los siguientes puestos en las Grandes Vueltas y en los Campeonatos del Mundo en carretera:
| Carrera         | 1964 | 1965 | 1966 | 1967 | 1968 | 1969 | 1970 | 1971 | 1972 |
| --------------- | ---- | ---- | ---- | ---- | ---- | ---- | ---- | ---- | ---- |
| Giro de Italia  | -    | -    | -    | -    | -    | -    | -    | -    | -    |
| Tour de Francia | -    | -    | 48.º | 50.º | -    | -    | -    | -    | 56.º |
| Vuelta a España | -    | -    | -    | 58.º | 33.º | -    | Ab.  | 33.º | 42.º |
| Mundial en Ruta | -    | -    | -    | -    | -    | -    | 56.º | -    | -    |

-: No participa

Ab.: Abandono